# La bussola degli oceani
La bussola degli oceani (Piemme Edizioni, 27 gennaio 2015) è il sesto romanzo per ragazzi della serie fantasy Nelle terre di Aurion, scritta da Luca Azzolini.

## Trama
Nel prologo Mirage si trova nel Palazzo d'Estate consapevole di aspettare un bambino. In quel momento gli appare da dietro Auren, il suo amato. Dicendogli che porta in grembo il loro futuro figlio, Auren rimane felice, ma in quel momento rivela alla fata di essere il Principe della Notte in persona e la immobilizza.
Nella biblioteca, Baba, grazie a un diario del suo maestro Yoria, il cantastorie delle Terre di Aurion, mandato da Ilian, scopre con sgomento che Auren, il fondatore dell'Ordine dei Maghi e primo Arcimago, nonché consigliere del primo re di Aurion, Doran, è il Principe della Notte. In quel momento, il villaggio viene attaccato dall'Esercito Oscuro del malvagio tiranno, e Baba, insieme a Lerion, Aura e Korrina, si dirigono verso le rovine del Tempio della luce Suprema. Arrivati nei sotterranei del tempio, Baba fa entrare Lerion, Baba e Korrina in un Portale del Passaggio, mentre lei rimane indietro, andando verso il piano superiore dove recupera un'armatura; proprio in quel momento il Tempio della Luce Suprema viene distrutto dalle folgori oscure, apparentemente sommergendo Baba tra le sue macerie. Venuto a sapere della sua morte, il Principe della Notte dirige il fluttuante Palazzo delle Tenebre alle Isole Volanti come nuova dimora per lui e per Mayra, mentre il suo Esercito Oscuro comincia a colpire con le rispettive forze le Sette Terre di Aurion, contrastato dalla debole resistenza dell'Alleanza. Mentre percorre i corridoi per la torre più alta del Palazzo delle Tenebre, l'attenzione di Mayra viene catturata da un portale dorato che, una volta passataci attraverso, la porta in un posto meraviglioso; in quel momento, il Medaglione del Tempo si attiva, rivelando a Mayra la discussione tra sua madre Mirage e il Principe della Notte e di come, alla fine, se ne sia sbarazzata gettandola giù in un baratro. Una volta che Mayra comprende la verità, il Medaglione del Tempo le rivela che sua madre è ancora viva; alla fine la ragazza ritorna al Palazzo delle Tenebre decisamente cambiata.
Nel frattempo, Dorian, Ravi, Honor e Kiki arrivano con una nave alle Rovine Sommerse, dove è custodita la Bussola degli Oceani, divenute il regno di Vesperion, uno degli alleati del Principe della Notte. Lasciando Honor e Kiki alla nave, e riusciti a passare intrufolandosi in un carretto di ortaggi, Dorian e Ravi si intrufolano nella Corte degli Abissi. Riusciti a trovare la Camera Sottomarina, Dorian non riesce a trovare la Bussola degli Oceani, ma al suo posto trova la Tartaruga delle Rovine Sommerse, un'enorme tartaruga azzurrognola dal carapace bianco pallido striato di nero e coperto da decine di spuntoni e dagli occhi bianchi. Grazie a uno stratagemma, Dorian la fa arrivare in superficie dove, grazie ai talismani, la dissolve rivelando Laguan, il Cavaliere d'Oro della Tartaruga. In quel momento, però, Vesperion, con i suoi soldati, li cattura, mostrandogli che è lui a possedere la Bussola degli Oceani, e prende anche il Flauto dei Venti, la Spada di Cenere e le loro armi. Usciti dalle Rovine Sommerse Dorian, Ravi e Laguan incontrano Bromonte in groppa ad Alimantes, che prende gli ultimi tre Talismani di Aurion. In quel momento Honor e Kiki liberano Dorian che fronteggia da solo il ciclope, ma proprio in quel momento arriva Baba con indosso l'armatura che aveva recuperato nelle rovine del Tempio della Luce Suprema, a cavallo di un drago azzurro e alla testa di tre vascelli volanti che libera anche Ravi e Laguan e sbaragliano l'esercito di Vesperion, ma nella confusione Bromonte, in groppa ad Alimantes, si allontana verso il Palazzo delle Tenebre. Nello stesso momento Alabaster e tutti i cavalli delle Praterie del Silenzio arrivano in aiuto di Naimar; gli airin riescono grazie alle aquile a distruggere i volanti velieri neri che assaltano il Castello Sospeso, per poi aiutare Rheyna, Arden, Damaris e Muthia a liberare il Deserto di Fuoco dai millepiedi roventi e dagli scheletri; Cleon e gli arboricoli, grazie alla maga Liriel, riescono a sconfiggere i mostri di fango e le armi d'assedio dell'Esercito Oscuro nella Foresta di Cristallo; la Torre delle Cento Conchiglie riesce a sgominare le creature della notte grazie ad un inaspettato esercito di grifoni, fenici, draghi e velieri volanti comandati da Lerion e dal mago Agrabas. Tutto questo era stato progettato da Baba, la quale aveva previsto che il Principe della Notte li avrebbe tenuti sotto controllo grazie agli specchi delle veggenze, ed era riuscita ad usare altri mezzi per aggirare il suo sguardo, simulando anche la sua morte. La grandiosa resistenza dell'Alleanza di Aurion non passa inosservata al Principe della Notte che comincia a rodersi dalla rabbia e a sfogarla su Bromonte, nonostante gli abbia portato i restanti talismani, anche perché ne manca uno: il Medaglione del Tempo. A questo punto, Mayra rivela di averlo avuto lei e lo consegna a suo padre, il quale ordina a Bromonte di preparare le rimanenti forze per l'attacco imminente. A quel punto, il Principe della notte rivela il suo vero piano: lui non poteva distruggere i talismani, né portarli nel Regno della Notte Eterna, perché sono oggetti fatti di pura luce, ma Mayra, essendo sua figlia e di una fata - ovvero avendo sia luce che buio dentro di sé - è l'unica in grado di distruggerli.
Arrivati sull'Ammiraglia di Aurion, Dorian si riunisce con i suoi genitori e di tutti i rappresentanti dell'Alleanza di Aurion. Da Baba, inoltre, scopre che il padre di Mayra è il Principe della Notte, cosa che lascia increduli tutti i presenti, Ravi ancora di più, ma Dorian giura di salvarla a qualunque costo. Arrivati al Palazzo delle Tenebre sulle Isole Fluttuanti, l'Alleanza di Aurion si scontra con l'Esercito Oscuro, al quale partecipano i Cavalieri Senzavita a cavallo dei kadavar, Bromonte con Alimantes e tre Animar, giganteschi esseri oscuri con quattro braccia armate di clave. Mentre Baba tiene impegnati i tre giganti, Dorian, a cavallo di Honor, si fa strada tra i servitori del principe della Notte seguito da Lerion, Ravi e dagli altri sei Cavalieri d'Oro. I Senzavita si concentrano contro questi ultimi, mentre Bromonte su Dorian. Baba, grazie all'aiuto di Agrabas che la sostituisce contro gli Animar, arriva ad aiutare Dorian, e riesce a disarcionare Bromonte che apparentemente muore schiacciato dai resti di due velieri. Nel frattempo, i Cavalieri d'Oro sconfiggono i Senzavita, riprendendo le loro rispettive spade. In quel momento, Bromonte, miracolosamente sopravvissuto, attacca l'Arcimaga uccidendo prima il drago azzurro e poi ferendola mortalmente con la sua spada Diabolica; prima di spirare, però, Baba lancia un ultimo incantesimo verso Alimantes, liberandolo dal giogo del Principe della Notte e il drago bianco, roso dalla furia che aveva fin da quando era diventato schiavo delle tenebre, divora Bromonte. Dopo aver compianto la morte di Baba, Dorian, con Ravi e Alimantes e i Cavalieri d'Oro si inoltrano nel palazzo delle Tenebre. In quel momento Appare il Triagon, il drago a tre teste del Principe della Notte, che uccide Laguan e Cleon per poi confrontarsi con Dorian, che riesce a ferirlo e farlo ritornare alle sue vere sembianze: il Triagon non è altri che il Principe della Notte stesso, e inizia a combattere contro Dorian assumendo una forma oscura del ragazzo, in groppa a un cavallo di ghiaccio identico a Honor e una spada oscura simile a Radiosa. Il Principe della Notte ha la meglio su Dorian e Honor, ferendo quest'ultimo e mandando il ragazzo sull'altare dove Mayra, per tutto questo tempo, stava distruggendo i talismani di Aurion. Una volta distrutto anche il medaglione del Tempo, il Principe della Notte ordina a sua figlia di distruggere le essenze dei talismani; ma Mayra, al contrario, unisce le sette essenze di luce formando una corona con sette punte e i sette stemmi dei Cavalieri d'Oro, simboleggianti le Terre di Aurion unite, e la pone sul capo di Dorian, nominandolo così nuovo re di Aurion. Il Principe della Notte, furioso, cerca di ucciderli ma finisce trapassato da Radiosa che lo distrugge, e con la sua morte scompare anche il suo esercito. Una volta vinta la battaglia e riunitisi con tutte le persone che hanno incontrato nel loro viaggio, Honor cambia forma davanti a tutti i presenti rivelando che lui è Yoria, il cantastorie di Aurion, il quale, mentre cercava di fermare il Principe della Notte, alla fine dovette fuggire allo stremo delle forze e cambiando forma per non scomparire, finché non prese le sembianze di Honor, guidando così Dorian verso la propria missione; inoltre, decide di insegnare a Mayra come controllare il suo nuovo potere, avvertendo lei e Dorian che questo è solo l'inizio di un nuovo tempo per le magiche Terre di Aurion.